# Мейпл-Рапідс (Мічиган)
Мейпл-Рапідс (англ. Maple Rapids) — селище (англ. village) в США, в окрузі Клінтон штату Мічиган. Населення — 573 особи (2020).

## Географія
Мейпл-Рапідс розташований за координатами 43°6′31″ пн. ш. 84°41′9″ зх. д. / 43.10861° пн. ш. 84.68583° зх. д. (43.108557, -84.685972).  За даними Бюро перепису населення США в 2010 році селище мало площу 3,67 км², з яких 3,53 км² — суходіл та 0,14 км² — водойми.

## Демографія
Згідно з переписом 2010 року, у селищі мешкали 672 особи в 251 домогосподарстві у складі 186 родин. Густота населення становила 183 особи/км².  Було 277 помешкань (75/км²).
Расовий склад населення:
| - 97,5 % — білих - 0,6 % — азіатів - 0,1 % — корінних американців - 0,1 % — чорних або афроамериканців |

До двох чи більше рас належало 1,6 %. Частка іспаномовних становила 1,5 % від усіх жителів.
За віковим діапазоном населення розподілялося таким чином: 27,8 % — особи молодші 18 років, 60,0 % — особи у віці 18—64 років, 12,2 % — особи у віці 65 років та старші. Медіана віку мешканця становила 36,7 року. На 100 осіб жіночої статі у селищі припадало 104,3 чоловіків;  на 100 жінок у віці від 18 років та старших — 98,0 чоловіків також старших 18 років.
Середній дохід на одне домашнє господарство  становив 51 156 доларів США (медіана — 45 875), а середній дохід на одну сім'ю — 56 813 долари (медіана — 49 118). Медіана доходів становила 39 792 долари для чоловіків та 34 792 долари для жінок. За межею бідності перебувало 18,2 % осіб, у тому числі 15,1 % дітей у віці до 18 років та 4,3 % осіб у віці 65 років та старших.
Цивільне працевлаштоване населення становило 269 осіб. Основні галузі зайнятості: виробництво — 25,3 %, освіта, охорона здоров'я та соціальна допомога — 20,4 %, роздрібна торгівля — 11,9 %, сільське господарство, лісництво, риболовля — 8,9 %.